# One (Frankfurt am Main)

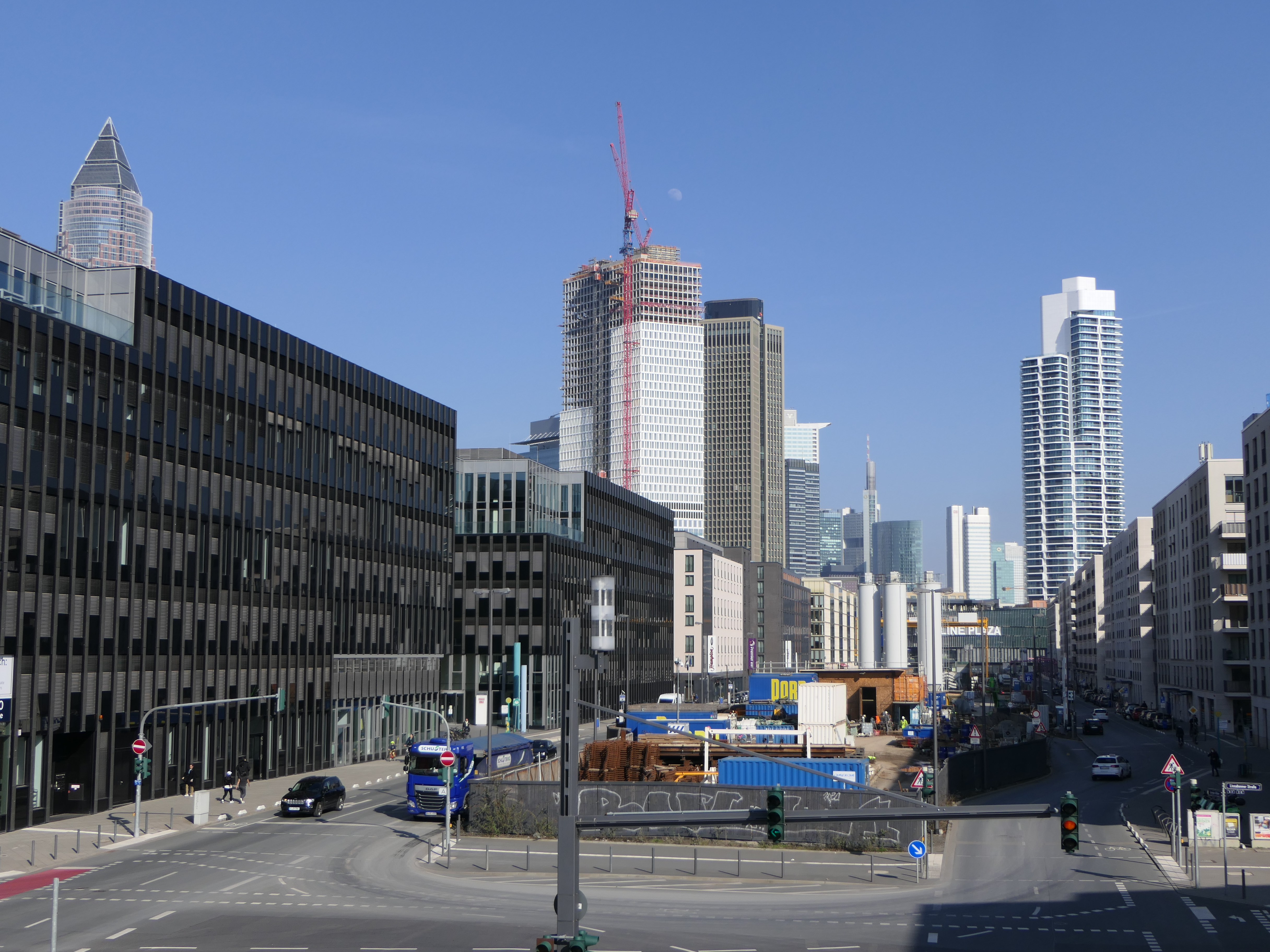
Als Teil der Skyline im März 2021

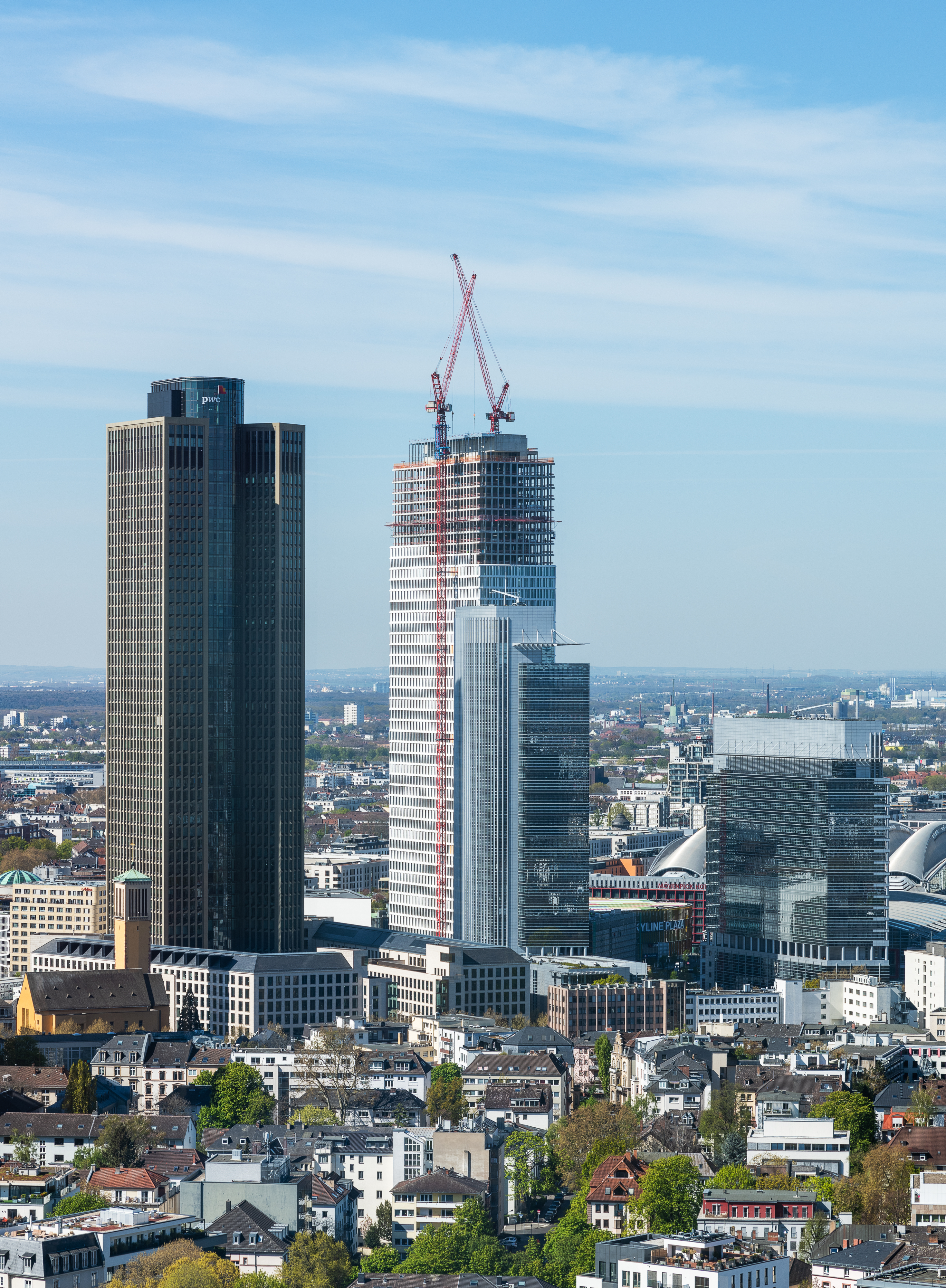
Hochhaus One, Ende April 2021, von Osten

Das One (Eigenschreibweise: ONE) ist ein Hochhaus im Europaviertel in Frankfurt am Main. Der 190 Meter hohe Hotel- und Büroturm wurde Ende Juni 2022 fertiggestellt. Das Hochhaus ist Teil des Skyline-Plaza-Gebäudekomplexes. Mit seinen 190 Metern ist der One das siebthöchste Hochhaus in Frankfurt sowie bundesweit in Deutschland.

## Planung und Bau
Das Frankfurter Büro Meurer Architektur und Stadtplanung gewann 2014 mit seinem Entwurf den Wettbewerb für den Hochhausneubau auf dem Gelände des ehemaligen Güterbahnhofs. Die Kosten für das Gebäude werden auf über 330 Millionen Euro geschätzt. Im Sommer 2017 begannen vorbereitende Bauarbeiten. Im Oktober 2018 erfolgte die Grundsteinlegung. Die Fertigstellung war für 2021 geplant.

## Nutzung
Das Hochhaus beherbergt ein 4-Sterne Hotel, ein Konferenzzentrum, Flächen für Büros, sowie eine Skybar namens „NFT“. Das Hotel nhow umfasst 375 Zimmer und wird von der NH Hotel Group betrieben. Das Konferenzzentrum sieht eine Fläche mit rund 1.000 m² vor. Die öffentliche Skybar befindet sich mit einer umlaufenden Dachterrasse in 185 Metern Höhe (47. Stock), wodurch sie die höchste Bar in einem Wolkenkratzer in Deutschland ist.
Während der Hotel- und Konferenzbereich die ersten 14 Etagen belegt, werden die 15. und 16. Etage als Coworkingbereich genutzt. In den Bereichen darüber stehen 42.000 Quadratmeter Bürofläche zur Verfügung.